# 什邡西站
什邡西站位于中华人民共和国四川省德阳市什邡市南泉镇，是川青铁路上的一座车站，2023年11月28日随川青铁路青镇段开通而投入使用，车站规模为2台6线，车站距什邡市区约3.5公里。

## 车站结构
车站按3000平方米规模设计，最高聚集人数800人；站房设计遵循以人为本的理念，造型设计现代大气，站房外立面局部采用雪茄色点缀，体现了什邡“雪茄之乡”这一特色。